# 顾卓新

顾卓新（1910年—2002年），奉天义州人，中华人民共和国政治人物。
早年进入北平大学，后担任中共代理北平市委书记，参加学生运动。抗日战争期间担任中共临城县委书记、赞皇中心县委书记，太行五分区行署专员等职。第二次国共内战期间，改任中共辽北省工委副书记、嫩江省委副书记兼齐齐哈尔市委书记，后升任东北人民政府财政部部长。中华人民共和国成立后，担任东北人民政府计划委员会主任。1953年，改任东北行政委员会副主席。1954年，升任中华人民共和国国家计划委员会副主任。1977年，担任中共安徽省委第二书记。次年，改任安徽省政协主席。1979年，任安徽省人大常委会主任。后选为中顾委委员。